# Макарово (Мантуровский район)
Мака́рово — деревня в Мантуровском районе Костромской области. Входит в состав Самыловского поселения.. На уровне муниципального устройства входит в состав городского округа города Мантурово, до 2018 года входила в состав Самыловского сельского поселения Мантуровского муниципального района.

## География
Расположено на берегу Унжи, в двух километрах от автомобильной дороги Мантурово — Макарьев. В двух километрах к северо-востоку находится крупная деревня Ивкино.
Вблизи деревни расположено Мантуровское месторождения горючих сланцев, не разрабатываемое в настоящее время.

## Население
| 2008 | 2010 | 2014 |
| ---- | ---- | ---- |
| 0    | →0   | →0   |

## Топографические карты
- Лист карты O-38-66. Масштаб: 1 : 100 000. Указать дату выпуска/состояния местности.
- Лист карты O-38-XV. Масштаб: 1 : 200 000. Состояние местности на 1981 год. Издание 1989 г.